# Барбара Рајт
Барбара Рајт (енгл. Barbara Wright) је измишљени лик у британској научнофантастичној телевизијској серији Доктор Ху. Била је један од првих сталних ликова у серији и појављивала се у већем делу прве две сезоне од 1963. до 1965. године, а глумила ју је Џеклин Хил. Пре него што је улога припала Хиловој, првобитно је била понуђена глумици Пенелопи Ли, која ју је одбила. Барбара се појавила у 16 прича (74 епизоде). У филмској верзији једног од серијала, Доктор Ху и Далеци (1965), Барбару је играла глумица Џени Линден, али са врло другачијом личношћу и позадином, а између осталог је била и унука „Др Хуа”.

## Појављивања

### Телевизија
Барбара Рајт се први пут појављује у првом серијалу Доктора Хуа, Ванземаљско дете (1963) где предаје историју у школи "Кол Хил" у Лондону 1963, радећи са професором физике Ијаном Честертоном (Вилијам Расел). Радознали су за своју ученицу Сузан Форман (Керол Ен Форд) која показује необично напредно познавање науке и историје, али рудиментарно познавање других предмета. У покушају да сазнају више о Сузан, Барбара и Ијан су је пратили до њеног дома на сметлишту где су чули њен глас како долази из нечега што изгледа као полицијска говорница. Током сукоба са својим дедом Доктором (Вилијам Хартнел), Барбара улеће у полицијску говорницу, али открива да њена спољашњост крије много већу унутрашњост ТАРДИС-а. Пошто је Доктор открио Барбари и Ијану да су он и Сузан ванземаљци прогнани са сопствене планете, он им каже да не може да ризикује њихово откривање података о ТАРДИС-у њиховом савременом свету и дематеријализује ТАРДИС против Сузаниних протеста. У овом тренутку у серији Доктор није имао контролу над тим где и када ће слетети, што је чинило повратак у Лондон 1963. немогућим за координацију. Преношени су у прошлост на Земљу од 100.000 година пре нове ере где их хвата праисторијско племе које тражи тајну ватре. Када су побегли назад у ТАРДИС, њихово друго путовање их води на планету Скаро где се први пут сусрећу са Далецима. На крају прве епизоде тог серијала, Барбара се одваја од својих сапутника и прети јој невидљиво створење са металном руком, што је обележило прво појављивање Далека.
У следећој причи Ивица уништења, напетост између посаде ТАРДИС-а достижу тачку отвореног сукоба када их Доктор оптужује да покушавају да минирају ТАРДИС у покушају да се врате у 1963. Барбара остаје присебна и логична, дозвољавајући Доктору да уђе у траг извору невоље до телепатских утицаја ТАРДИС-а (који покушава да их упозори на велики неуспех). Видевши да је Барбара повређена његовим оптужбама, Доктор се извињава и почиње да схвата да може да се ослони на двоје професора, запечативши пријатељство које је трајало до њиховог коначног одласка из ТАРДИС-а. Иако су се узајамно поштовали и све више били привржени, однос између Доктора и Барбаре често је испитиван њиховим супротним ставовима. У Астецима, Барбара је грешком помешана са реинкарнацијом високог свештеника Јетаксе пошто је пронађена код ње његова наруквица. Барбара користи ову прилику да промени ток историје и покушава да убеди Астеке да напусте људске жртве како би Ернан Кортез – који је срушио царство Астека – нашао славну цивилизацију. Доктор упозорава Барбару да не може да преписује историју, али она не обраћа пажњу на његово противљење. Барбара не успева и, иако је утицала на неке Астеке, историја остаје на свом путу.
Љут на Ијана, Доктор покушава да одведе њега и Барбару кући, али у Владавини терора завршавају у Француској револуцији где су Барбара и Сузан заробљене и скоро гиљотиниране. У уводнику друге сезоне, Планета дивова (1964), посада ТАРДИС-а је смањена, а Барбара се заразила смртоносним инсектицидом. Барбара види Сузанин одлазак и помаже у спасавању напуштеног сирочета Вики (Морин О'Брајен) која заузима Сузанино место на ТАРДИС-у. У следећој пустоловини Римљани, Барбара је продата као робиња и завршава као слуга у Нероновој палати. Због његовог занимања за њу Неронова жена Попеја покушава да је отрује. Барбара и Ијан одлазе у Потери (1965). Пошто су Далеци који су јурили ТАРДИС уништени, Барбара предлаже Ијану да искористе напуштену временску машину Далека да се врате кући. Доктор је бесан и покушава да их убеди да остану са њим указујући да би их путовање могло убити, али се двоје професора одлучило. После осећајног опроштаја од Доктора и Вики, Барбара и Ијан се враћају у Лондон, додуше две године након нестанка. Назад на ТАРДИС-у, Доктор користи временско-просторни визуализатор да провери да ли су се безбедно вратили и говори Вики колико ће му недостајати.
Након њеног одласка након Потере, Барбара је помињана у серији у четири наврата. Вики ју је поменула у првој епизоди Временски умешач, Први Доктор у четвртој епизоди Покоља, његова трећа инкарнација на Спирадону у првој епизоди Планете Далека и на крају Седми Доктор који је своје име интонирао међу списак бивших пратилаца како би одбио напад хемовора у Проклетству Фенрика. Барбара је такође поменута у првој епизоди од 1993. специјалне добротворне акције За децу у невољи Величине у времену и поново у „Смрти Доктора”, дводелној причи у четвртом серијалу Пустоловина Саре Џејн која је емитована у октобру 2010. Пошто је упознала Џо Грант и Једанаести Доктор, Сара Џејн Смит открива да је истраживала животе неких Докторових сапутника на Земљи и открила да су се Ијан и Барбара венчали, постали професори, да живе у Кембриџу и да се прича да нису старили од 1960-их.
Међутим, ово је у супротности са појавом Ијана Честертона у причи о епизоди из 2022. године Моћ Доктора.
У огранку Класа из 2016. реновирана академија "Кол Хил" садржи зграду под називом "Зграда Барбаре Рајт".

### Други медији
Од 1994. године, лик се појавио у неколико романа о Доктору Хуу издаваштва "Невиност" и ББЦ књига. У роману ББЦ књига Суочење са непријатељем Дејвида А. Мекинтија (1998), прича о Ијану и Барбари, који су сада у браку, почиње почетком 1970-их. У овој књизи имају малог сина по имену Џон. Барбара се такође појављује у неколико аудио драма продукције "Big Finish" које приповедају преживели чланови глумачке поставе Керол Ен Форд или Вилијам Расел. Глумица Џема Пауел, која је играла Џеклин Хил и Барбару у документарној драми Пустоловина у простору и времену, такође је тумачила свој лик у аудио драмама за "Big Finish".
У новелизацији Далека Доктор Ху у узбудљивој пустоловини са Далецима Дејвида Витакера, Барбара и Сузан су управо доживеле саобраћајну несрећу када су упознале Ијана. Након уласка у ТАРДИС, остатак приче углавном прати догађаје Далека.
У броју 456 Часописа Доктор Ху, Једанаести Доктор истражује чудан психички метал и проналази Ијана и Барбару унутра који верују да држе неколико часова за широк распон ученика. У следећим издањима њих двоје помажу Доктору да истражи заверу која се протеже кроз године у којима су познавали 'свог' Доктора и даље. На крају, Ијан и Барбара се венчавају.

## Филмска варијанта
У филму Др. Ху и Далеци (1965), Барбара (коју глуми Џени Линден) је једна од унука Др. Хуа и девојка Ијана Честертона. Барбара се не појављује у Најезди Далека на Земљу 2150. (1966). Заменила ју је Луиз, сестричина др. Хуа, а судбина јој није објашњена.

### Други медији

#### Стрипови
Лик се такође појављује у Деловом стрип прилагођавању филма и краткој причи Кућа на Олдарк Муру Џастина Ричардса.
У филму Др. Ху и кућа на Олдарк Муру, Барбара је упознала древну римску легију 64. године нове ере, отпутовала је у Олдарк Мур и упознала грофа Таркина. Барбара је била одсутна током две од следећих пустоловина др. Хуа и Сузан, као и Ијан, при чему је Сузан веровала да је на крају престала да види, иако га заправо није преболела.
У Доктору 3 – Трећа пустоловина, на делу док је сценариста куцао сценарио трећег филма о др. Хуу у којем би Барбара поново оживљавала своју везу са све више, буквално кловновским Ијаном, Сузан је схватила да су она и цела њена породица измишљене грађе. Посегла је у стварни свет и убила сценаристу тако што га је пробола кроз срце.

## Пријем
У рецензији Меглоса (1980), у којој је Хилова добила улогу негативца, Марк Брекстон са Радио времена написао је да ће Барбара „увек бити један од сјајних пратилаца”, нагађајући да ће њен „величанствено охол преокрет” у улози Јетаксе у Астецима донео улогу у Меглосу. Гавин Фулер из Дневног телеграфа прогласио је Барбару шестом најбољом женском сапутницом Доктора Хуа. Вил Салмон из SFX-а је навео одлазак Ијана и Барбаре као осми најбољи одлазак пратилаца. Читаоци Радио времена су 2010. изгласали Барбару за 26. највећу сапутницу од 48 могућих.